# スリーピース・スーツ

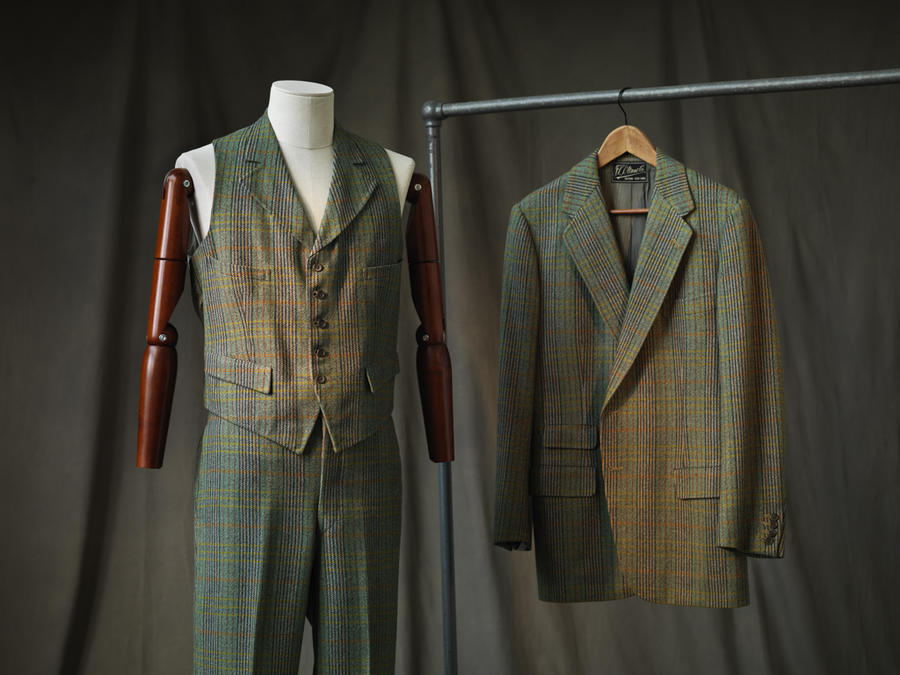
1960年代のスリーピース・スーツ

スリーピース・スーツ（英語：three-piece suit）とは、背広服の種類の一つ。その名称の通り、全て同一の布で仕立てられたジャケット、ベスト、スラックスの3つのセットから成る（どれか一つが欠けたら「スリーピース」にはならない）。日本では明治時代以降に伝わった。現在でも「三つ揃え」スーツとして呼ばれる。
現在あらゆる国で着用されるスーツの正統派。もともと、スーツといえばこのスリーピースを指した。現在、ほとんどのスーツはベストがセットされていないツーピースであるが、元来スーツというものはイギリスで生まれ、紳士の礼服とされた。イギリスからアメリカへの移民もイギリスの風習を色濃く受け継ぎ、礼装時にはスーツを着用した。その際もいずれのスーツもスリーピース仕立てだった。

## 仕様・着方
ワイシャツなどを着た後、スラックスを履き、ボタン式のサスペンダーで吊り（正式のスリーピースではウェストコートの下が浮くのを防ぐためベルトは締めない）、ウェストコートを着用し、その上から上着を羽織る。スーツとウェストコートは基本的に同じ生地のものでなければならない。好みによってあえてオッドベストなどの別の柄や素材・織物を着る事もあるが、原則、同じ仕立てのものでなければならないとされる。
例外として腰・胸ポケットを増やしたり、背面に尾錠を取り付けたり襟付きや襟なし、ラペルを変えた物、襟にフラワーホールを取り付けたものを仕立てることもできる。ウェストコートの背面は通常は動きやすさを重視して背広の裏地と同様のもので仕立てるが、背広の表地と同様のもので仕立てることもできる。通常は、シングルのスーツにシングルのウェストコートや、ダブルのスーツにダブルのウェストコートだが、シングルのスーツにダブルのウェストコートや、ダブルのスーツにシングルのウェストコートという着こなしも楽しめる。スラックスはスーツのシングルやダブルに合わせる事は少なく、シングルのスーツにダブルのスラックスや、ダブルのスーツにシングルのスラックスも見掛ける。
シングルのスーツは2つ掛け以上の場合は最下部のボタンを外すのが正式である。ウェストコートは5つ掛けなら全てのボタンを掛け、6つ掛け以上ならボタンが一直線に並んでいる状態なら全て掛け、最下部のボタンが離れているなら最後のボタンは掛けないで外しておく。カーディガンの場合も同様にする。ボタンとボタンの間隔は5センチ（体型により上下する）。
2つボタンのスーツの場合は第一ボタンをかけた状態でウェストコートの上のボタンが2個のぞくくらい、3つボタンのスーツの場合は1個～1個半覗くくらいで仕立る。
ダブルのスーツの場合はシングル・ダブル問わずにウェストコートを見せない、もしくはウェストコートを着用しない（ツーピース）とされている。
日本人が明治期以降に洋装を取り入れて、スーツを着用するようになった当初は、このスリーピーススーツしかなかった。当時のイギリスにあってはスーツに加えハット、マント、ステッキを揃えるのが正統とされ、日本でもスーツの礼式をしっかりと守った着方をするのが一般的であった。明治初期は一部の階級の者（皇族、華族、高名な学者、政治家、高級官僚、財界人）くらいしか着る事がなかったが、昭和期以降ホワイトカラーに従事する労働者などにも広がり一般化したが、第二次世界大戦頃まではスリーピースが一般的だった。
しかしながらその後、これらスリーピースを簡略化したツーピース、マオカラースーツ（立襟）などがアメリカやイタリアで開発され、日本においても普及した。現在ではツーピースがスーツのスタイルの主流となっている。これは誰でも簡単に着られるように作られた簡略化スーツとも言え、正統派のスリーピースに伴う礼式は継承されていない。
現代においては、スーツの選択肢の一部としてスリーピースが選ばれることもあるが、マント、ステッキ、ハットなどを含めることは一般にはない。
ネクタイピンはウェストコートがネクタイ留めの役目を果たしているので付けない。
なお、クールビズの時期においては、ツーピースに比べて防寒効果の高いスリーピースは不向きとされる。

スリーピース・スーツの着こなし例（フランクリン・ルーズベルト、1900年4月）
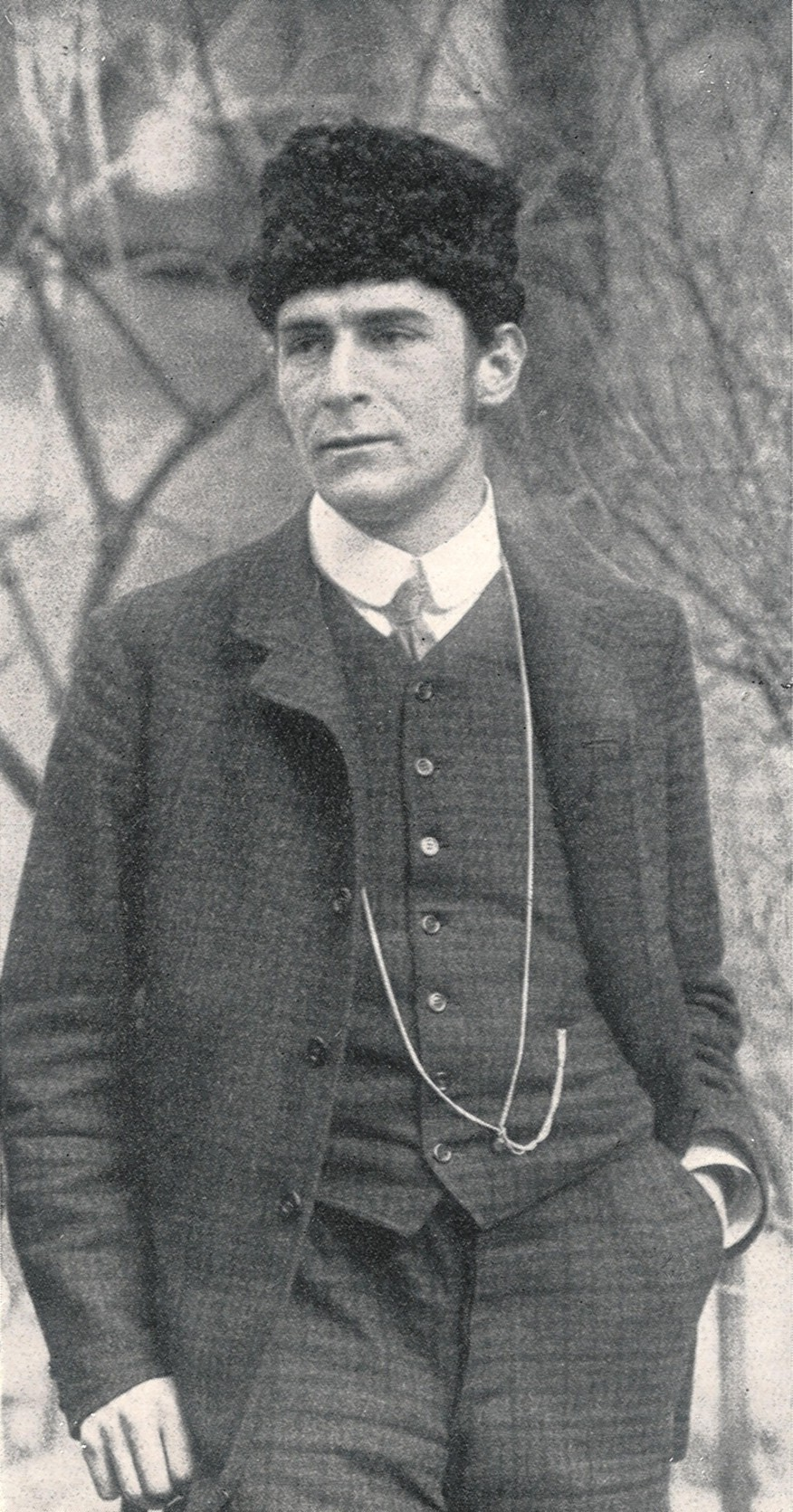
1910年頃のスリーピース・スーツ。生地は格子模様で、パパーハと合わせて着用している（フランツ・マルク）
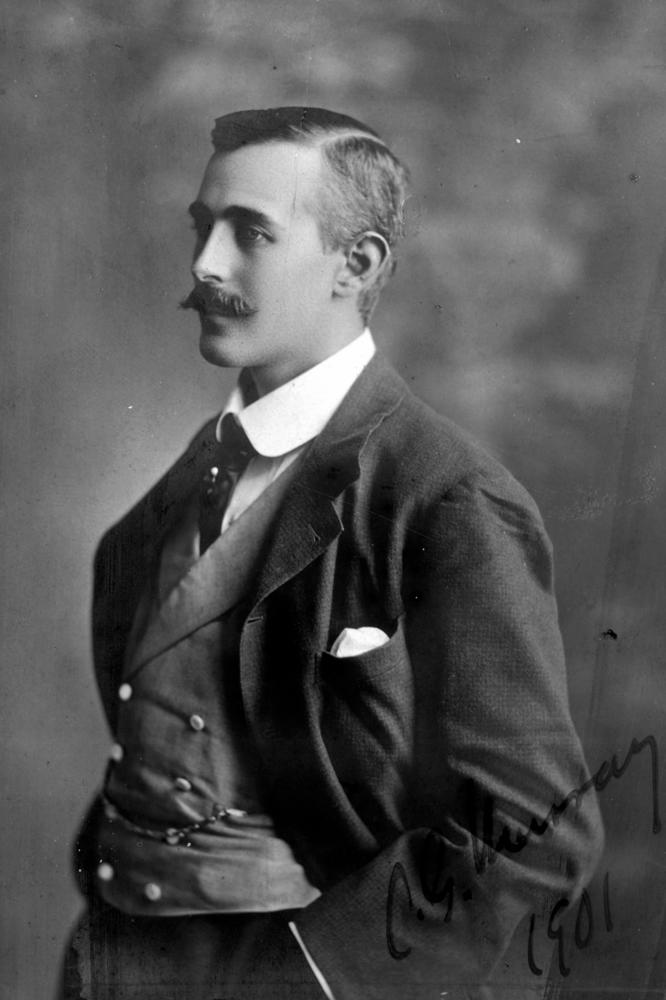
ダブルのウェストコートを中に着てスリーピースとした例
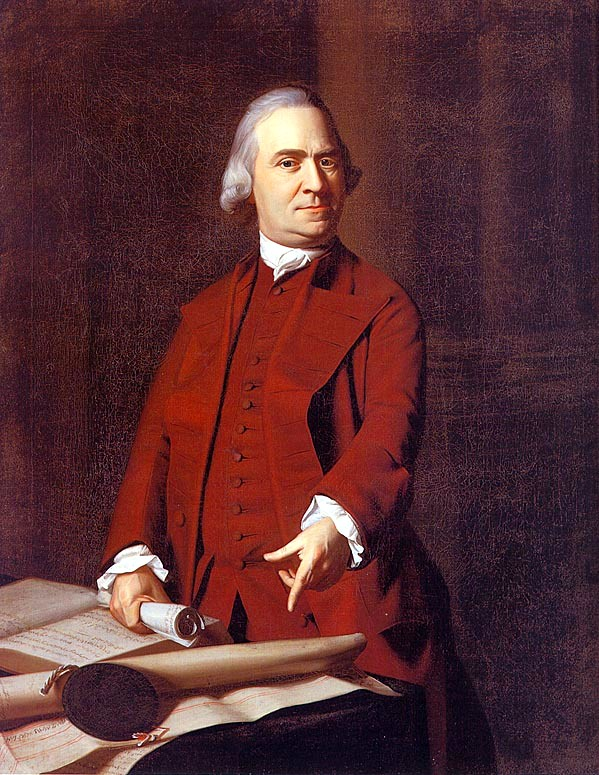
立襟のウェストコートを着用した場合